# Курсел ле Лан
Курсел ле Лан (фр. Courcelles-lès-Lens) насеље је и општина у североисточној Француској у региону Север-Па д Кале, у департману Па де Кале која припада префектури Ланс.
По подацима из 2011. године у општини је живело 6273 становника, а густина насељености је износила 1128,24 становника/km². Општина се простире на површини од 5,56 km². Налази се на средњој надморској висини од 29 метара (максималној 45 m, а минималној 20 m).

## Демографија
| 1962. | 1968. | 1975. | 1982. | 1990. | 1999. | 2011. |
| ----- | ----- | ----- | ----- | ----- | ----- | ----- |
| 5.582 | 5.965 | 5.874 | 5.855 | 6.343 | 6.119 | 6.273 |

График промене броја становника у току последњих година